# Дарлинг, Кэнди
Кэ́нди Да́рлинг (англ. Candy Darling; 24 ноября 1944 — 21 марта 1974) — американская транссексуальная актриса, известная как одна из суперзвёзд Уорхола.

## Биография
Кэнди Дарлинг родилась в Форест-Хилс, Куинс, в семье Терезы Слэттери, бухгалтера Манхэттенского Jockey Club, и Джеймса («Джима») Слэттери, который был описан как жестокий алкоголик.
Ранние годы Дарлинг прошли в Массапекуа-Парк на Лонг-Айленде, куда она с матерью переехали после развода родителей. Большую часть детства она смотрела телевизор и старые голливудские фильмы, из которых она научилась изображать своих любимых актрис, таких как Джоан Беннетт и Ким Новак. У неё был сводный брат Уоррен Лоу-младший от первого брака матери с Уорреном Лоу. Уоррен-младший ушёл на службу в вооружённые силы США, и Джеймс стал единственным ребёнком. Позже Ло отрицал свою связь с Дарлинг.
В биографии Дарлинг Синтия Карр рассказывает, что над Дарлинг «безжалостно издевались» в старшей школе, и она бросила учебу в возрасте 16 лет после того, как группа мальчиков попыталась линчевать её.
В 1961 году она записалась на курс в школу косметологии «DeVern» в Болдуине, Лонг-Айленд. Позже Дарлинг рассказывала, что она «узнала о тайнах секса от продавца в местном магазине детской обуви» и, наконец, обнаружила склонность к переодеванию, когда её мать устроила ей очную ставку по поводу местных слухов, которые описали Дарлинг как «одевающуюся в девочку» и завсегдатая местного бара для геев под названием «The Hayloft». В ответ на это Дарлинг вышла из комнаты и вернулась в женской одежде. Мать Дарлинг позже скажет: «Тогда я знала… что не могу остановить Джимми. Кэнди была слишком красивой и талантливой».
После публичного каминг-аута Дарлинг совершала короткую поездку на такси до станции Long Island Rail Road, избегая внимания соседей, которое она получала по дороге к поезду. Оттуда она садилась на поезд до Манхэттена, часто сидя напротив старлетки Лонг-Айленда Джоуи Хизертон. В Манхэттене она называла свой семейный дом на Первой авеню 79 в Массапекуа-Парк своим «загородным домом» и проводила время в Гринвич-Виллидж, встречаясь с людьми через Сеймура Леви на Бликер-стрит.
Дарлинг познакомилась с Джеремайя Ньютоном летом 1966 года, когда Ньютон совершал первую поездку в Гринвич-Виллидж из своего дома во Флашинге, Куинс. Они стали друзьями и соседями по комнате, живя вместе в Манхэттене и Бруклине до смерти Дарлинг в 1974 году.
Дарлинг изначально выбрала псевдоним Хоуп Слэттери. По словам Боба Колачелло, Дарлинг взяла это имя в 1963—1964 годах после того, как начала ходить в гей-бары на Манхэттене и посещать врача на Пятой авеню для инъекций гормонов. Джеки Кертис утверждала, что Дарлинг заимствовала имя от известной актрисы с Бродвея по имени Хоуп Стэнсбери, с которой она несколько месяцев жила в квартире за Caffe Cino. Холли Вудлон вспоминала, что имя Дарлинг эволюционировало от Хоуп Даль до Кенди Даль, а затем и до Кэнди Кейн. Джеремайя Ньютон сказал, что она взяла фамилию Кэнди из-за любви к сладкому. В своей автобиографии Вудлон упомянула, что Дарлинг приняла это имя, потому что её друг так часто звал её «дорогая», что оно прижилось.

## Период Уорхола
До первой их встречи в 1967 году, Дарлинг видела Энди Уорхола в клубе «The Tenth of Always», который открыт в нерабочее время. Дарлинг была с Джеки Кертис, которая пригласила Уорхола в пьесу, которую он написал и поставил, под названием «Слава, волшебство и золото» с Дарлинг в главной роли «Нона Нунан» и молодым Робертом Де Ниро, сыгравшим в пьесе шесть ролей.
Уорхол снял Дарлинг в короткой комедийной сцене в фильме «Плоть» (1968) с Джеки Кертис и Джо Даллесандро. После «Плоти» Дарлинг сыграла главную роль в фильме «Бабий бунт» (1971).
«Бабий бунт» впервые был показан на первой Международной киноэкспозиции в Лос-Анджелесе Filmex в рубрике Секс. Позже он был показан как Женщины Энди Уорхола.
На следующий день после показа группа женщин с плакатами протеста выступила у кинотеатра против фильма, который, по их мнению, был анти-женским движением. Когда Дарлинг услышала об этом, она сказала: «Кем эти лесбиянки себя возомнили? Ну, я просто надеюсь, что все они прочитали обзор Винсента Кэнби в сегодняшней »Times". Он сказал, что я выгляжу как нечто среднее между Ким Новак и Пэт Никсон. Это правда. У меня нос Пэт Никсон".
Дарлинг какое-то время работала буфетчицей в баре «Slugger Ann’s», принадлежащем бабушке Джеки Кертиса.

## После Уорхола
Дарлинг продолжала сниматься в других независимых фильмах, в том числе «Тихая ночь, кровавая ночь» Винна Чемберлена в роли Брэнд Икс, а также в одной из главных ролей в «Some of My Best Friends Are…». Она появилась в «Клют» с Джейн Фонда и «Lady Liberty» с Софи Лорен. В 1971 году она поехала в Вену, чтобы сняться в двух фильмах режиссёра Вернером Шрётером: «Смерть Марии Малибран» и ещё один фильм, который так и не был выпущен. Попытка Дарлинг прорваться в мейнстримное кино путём борьбы за главную роль в «Майре Брекинридж» (1970) привела к неприятию и озлобленности.
Среди её театральных заслуг — две пьесы Джеки Кертис: «Слава, волшебство и золото» (1967) и «Vain Victory: Vicissitudes of the Damned» (1971). «Vain Victory» была поставлена Кертис в театре La MaMa Experimental Theatre Club в мае-июне 1971 года, в ней участвовали многие другие исполнители из Фабрики Уорхола, в том числе Кертис, Ондин, Талли Браун, Марио Монтес, Сэмюэл Адамс Грин, Мэри Воронов, Франческо Скавулло, Джей Джонсон (брат-близнец Джеда Джонсона), Холли Вудлон, Стейна и Вуди Васулька, Эрик Эмерсон и сам Уорхол.
Дарлинг участвовала в оригинальной постановке 1972 года по пьесе Теннесси Уильямса «Small Craft Warnings», снятой по запросу Уильямса. Она сыграла главную роль в реставрации 1973 года пьесы Тома Эйена «The White Whore and the Bit Player» 1964 года в La MaMa Experimental Theatre Club. Постановка была двуязычной, называлась «The White Whore and the Bit Player/La Estrelle y La Monja», и была снята Мануэлем Мартином-младшим. Персонаж Дарлинг, голливудская актриса, известная только как «шлюха», был основан на Мэрилин Монро. В английской версии она выступала вместе с Колорадо, а в испанской — с Магали Алабау и Грасьелой Мас. В рецензии на пьесу говорится: «С её дразнящими платиновыми волосами и надутыми губками мисс Дарлинг выглядит и ведёт себя как её персонаж и решительно держит свою роль маленькой потерявшейся девочки. Ролевой аспект работает ей на руку. В конце концов, она могла бы быть сумасшедшим мужчиной, притворяющимся Белой шлюхой».

## Болезнь и смерть
Дарлинг скончалась от лимфомы 21 марта 1974 года в возрасте 29 лет в отделении больницы Колумбуса Медицинского центра Кабрини. В письме, написанном на смертном одре и предназначенном для Уорхола и его последователей, Дарлинг написала: «К сожалению, перед смертью у меня не осталось желания жить… Мне всё так скучно. Можно сказать, скучно до смерти. Вы знали, что я не смогу продержаться. Я всегда это знала. Хотела бы я снова встретиться с вами».
Её похороны организовали в часовне Фрэнка Э. Кэмпбелла, там собралась огромная толпа людей. Джули Ньюмар прочитала панегирик. Имя Дарлинг, данное при рождении, ни разу не было произнесено ни священником, ни в траурной речи. Вера Дэйн сыграла пьесу для фортепиано, а Глория Свенсон отдала честь гробу Дарлинг.
Дарлинг была кремирована, а её прах был предан земле Джеремайя Ньютоном на кладбище Черри-Вэлли, штат Нью-Йорк, в деревне у подножия гор Катскилл.

## Наследие

### Документальный фильм 2010 года
В 2010 году Джеймс Расин снял о ней документальный фильм «Beautiful Darling». Его премьера состоялась на Берлинском международном кинофестивале (Берлинале) в феврале 2010 года. В фильме представлены архивные видеоматериалы, фотографии, личные документы, архивные аудиоинтервью с Теннесси Уильямсом, Валери Соланас, Джеки Кертис и матерью Дарлинг, а также современные интервью с Холли Вудлон, Руби Линн Рейнер, Фрэн Лебовиц, Джоном Уотерсом, Джули Ньюмар, Питером Бирдом и Тейлор Мид. Хлоя Севиньи выступила рассказчиком фильма, озвучивая личные дневниковые записи и личные письма Дарлинг. Режиссёром фильма был Джеймс Расин, а продюсерами — Джеремайя Ньютон и Элизабет Бентли.

### Образы

#### В фильмах
- Дарлинг впервые была изображена в фильме Стивена Дорффа в фильме «Я стреляла в Энди Уорхола» (1996)[13].
- Дарлинг изображается Уильямом Белли в фильме HBO «Правдивое кино» 2011 года[13].

#### На сцене
- Дарлинг отразилась в образе Брайана Чарльза Руни в мюзикле «Поп!», написанном Анной К. Джейкобс и Мэгги-Кейт Коулман и поставленном Марком Брокоу в театре Yale Repertory Theatre в ноябре-декабре 2009 г.[24]
- Винс Гаттон сыграл Дарлинг в пьесе Дэвида Джонстона «Кэнди и Дороти», за свою роль Гаттон был номинирован на премию Драма Деск[25].

#### В музыке
- Кэнди Дарлинг и её подруга Тэффи упоминаются в припеве песни 1967 года «Citadel» группы The Rolling Stones[26].
- Дарлинг стала героиней песни «Candy Says», вступительной к одноимённому альбому группы The Velvet Underground в 1969 году, исполненной Дугом Юлом[27].
- Второй куплет песни Лу Рида 1972 года «Walk on the Wild Side» посвящён Кэнди Дарлинг[28].

#### В изобразительном искусстве
- Грир Лэнктон создала бюст Дарлинг, который был выставлен на Биеннале Уитни в 1995 году[29].
- Фотография Питера Худжара «Кэнди Дарлинг на смертном одре» была использована Antony and the Johnsons для обложки их альбома «I Am a Bird Now» 2005 года, получившего премию Mercury Prize[30].

### Биография
В январе 2019 года был анонсирован биографический фильм о Кэнди. Сценарист — Стефани Корник, а исполнительным продюсером — Закари Друкер. Продюсеры фильма — Кристиан Д. Бруун, Катрина Вулф и Луис Шпиглер.

## Фильмография
| Год  |   | Русское название          | Оригинальное название        | Роль                  |
| ---- | - | ------------------------- | ---------------------------- | --------------------- |
| 1968 | ф | Плоть                     | Flesh                        | трансвестит Кэнди     |
| 1970 | ф | —                         | Brand X                      | Марлин Ди-Трейн       |
| 1971 | ф | Клют                      | Klute                        | босс ночного клуба    |
| 1971 | ф | —                         | Some of My Best Friends Are… | Карен Ричардс / Гарри |
| 1971 | ф | Леди Свобода              | La mortadella                | трансвестит           |
| 1971 | ф | Бабий бунт                | Women in Revolt              | Кэнди                 |
| 1972 | ф | Смерть Марии Малибран     | Der Tod der Maria Malibran   | н/д                   |
| 1972 | ф | Тихая ночь, кровавая ночь | Silent Night, Bloody Night   | гостья                |